# Jure Franko
Jure Franko (Nova Gorica, 28 marzo 1962) è un ex sciatore alpino sloveno che gareggiò per la nazionale jugoslava, portabandiera della Jugoslavia durante la cerimonia di apertura dei XIV Giochi olimpici invernali di Sarajevo 1984 e vincitore, in quella stessa occasione, della prima medaglia olimpica del Paese ai Giochi olimpici invernali (argento nello slalom gigante).

## Biografia

### Carriera sciistica
Franko debuttò in campo internazionale in occasione degli Europei juniores di Madonna di Campiglio 1980, dove vinse la medaglia d'argento nello slalom speciale e quella di bronzo nello slalom gigante, e nella stessa stagione esordì ai Giochi olimpici invernali: a Lake Placid 1980 si classificò 12º nello slalom gigante. In Coppa del Mondo il suo primo piazzamento fu il 6º posto ottenuto nello slalom gigante di Mont-Sainte-Anne il 1º marzo dello stesso anno; ai Mondiali di Schladming 1982 fu 14º nello slalom gigante e in quella stessa stagione 1981-1982 in Coppa Europa si piazzò 3º nella classifica di slalom gigante.
Franko ottenne i migliori risultati durante la stagione 1983-1984. Il 10 dicembre 1983 conquistò, a Val-d'Isère in supergigante, il primo podio in Coppa del Mondo (3º) e il 14 febbraio 1984, dopo essere stato portabandiera della Jugoslavia durante la cerimonia di apertura dei XIV Giochi olimpici invernali di Sarajevo 1984 (sua ultima presenza olimpica), vinse la medaglia d'argento nello slalom gigante con il tempo di 2:41,41: 4º dopo la prima manche, ottenne il miglior tempo nella seconda e solo lo svizzero Max Julen riuscì a precederlo, per 23 centesimi di secondo. Questa medaglia fu la prima per la Jugoslavia ai Giochi olimpici invernali e Franko diventò molto popolare; a Sarajevo si diffuse il motto: «Amiamo Jure più del burek» («Volimo Jureta više od bureka»). Non concluse invece la prova olimpica dello slalom speciale. A fine stagione in Coppa del Mondo, dopo aver conquistato altri due podi (l'ultimo il 20 marzo a Oppdal in supergigante, 3º), risultò 19º nella classifica generale e 5º in quella di slalom gigante con 68 punti.
Ai Mondiali di Bormio 1985 fu 11º nello slalom gigante; si ritirò dalle gare dopo la stagione 1984-1985 e il suo ultimo piazzamento in carriera fu il 6º posto ottenuto nel supergigante di Coppa del Mondo disputato a Panorama il 17 marzo.

### Altre attività
Nel gennaio 2006 partecipò al viaggio della fiamma olimpica dei XX Giochi olimpici invernali, come tedoforo sul confine italo-sloveno nella sua città natale, Nova Gorica.

## Palmarès

### Olimpiadi
- 1 medaglia:
  - 1 argento (slalom gigante a Sarajevo 1984)

### Europei juniores
- 2 medaglie[1][2]:
  - 1 argento (slalom speciale a Madonna di Campiglio 1980)
  - 1 bronzo (slalom gigante a Madonna di Campiglio 1980)

### Coppa del Mondo
- Miglior piazzamento in classifica generale: 19º nel 1984
- 3 podi:
  - 3 terzi posti (2 in supergigante, 1 in slalom gigante)

### Campionati jugoslavi
- 1 oro (slalom gigante nel 1982)[5]

## Statistiche
Complessivamente in Coppa del Mondo collezionò tre podi, sempre sul gradino più basso (due volte in supergigante e una in slalom gigante); inoltre arrivò altre ventidue volte nei primi dieci e undici volte nei primi quindici.